# مایسویل (اکلاهما)
مایسویل(به انگلیسی: Maysville) شهری در ایالت اکلاهما کشور ایالات متحده آمریکا است که جمعیت آن در سرشماری سال ۲۰۱۰ میلادی، ۱٬۲۳۲ نفر بوده‌است.